# Soldi (film)
Soldi (Money) è un film del 2016 diretto da Martin Rosete.

## Distribuzione
Il film è stato distribuito nelle sale cinematografiche spagnole il 12 maggio 2017, mentre in quelle statunitensi e britanniche il 27 giugno dello stesso anno.